# Wahlen (Adelsgeschlecht)
Die Herren von Wahlen (auch Walhen, Walen genannt), benannt nach ihrem Stammsitz in dem Kirchdorf Wahlen, einem heutigen Stadtteil von Kirtorf im mittelhessischen Vogelsbergkreis, waren ein Geschlecht hessischer Niederadliger.
Sie waren mehrheitlich Burgmannen in Kurmainzer Dienst in Neustadt und auf den Burgen Amöneburg, Waffensand und Nellenburg. Neben kurmainzischen besaßen sie auch landgräflich-hessische Lehen, letztere mehrheitlich in der Gegend um Battenberg, Hatzfeld und Wetter. Es handelte sich dabei u. a. um freie Güter in Berghofen, Münchhausen (am Christenberg), Reddighausen (ein halber Hof), Niddernsteyn Ruwen und Battenfeld sowie den Zehnt in Niederasphe. 

## Geschichte

### 13. Jahrhundert
Die Geschichte der Familie und ihrer Mitglieder ist nur bruchstückhaft bekannt. Insbesondere fehlen urkundliche Nachweise aus den Zeitabschnitten 1329–1360 und 1401–1449. Ihre ersten urkundlich bezeugten Mitglieder waren „Gerlacus de Walhen“ im Jahre 1276, „Fridericus de Walen“ 1283 und „Conradus de Walhen“ im Jahre 1297. Letzterer besaß 1297 drei Fünftel der Waldrechte zu Wahlen, Gleimenhain, Kirtorf, Bernsburg, Arnshain und Brizenrod; Kurmainz besaß ein Fünftel, die Herren von Romrod ebenfalls eins.

### 14. Jahrhundert
1325 verkaufte der Ritter Conrad, vermutlich der schon 1297 genannte, seinen Teil der Güter zu Brungershausen, die er mit dem Wappner Heinrich Wundercop hälftig teilte, dem Zisterzienserinnen-Kloster Caldern. 
1329 sind Gerlach und Ludwig als Kurmainzer Burgmannen in Neustadt beurkundet. Im November 1340 ist der Ritter Ditmar von Wahlen einer der Burgmannen zu Neustadt, die ihre dem Mainzer Erzbischof Heinrich III. von Virneburg geleisteten Eide bekunden.
Volprecht (Volpert) von Wahlen wird 1360 und auch noch 1375 als Burgmann in Amöneburg genannt. 1387 gab er sein von Erzbischof Gerlach (Amtszeit 1346–1371) erhaltenes Burglehen auf der Burg Waffensand an Kurmainz zurück, da der hessische Landgraf Hermann II. die Burg zerstört hatte, und erhielt im Gegenzug auf Lebenszeit einen mainzischen Hof in Mardorf. Er starb 1400. Sein Sohn Johann war bei des Vaters Tod Pfarrer in Willingshausen.
Ditmar von Wahlen ist 1375 und bis zu seinem Tod als Domherr am Wormser Dom beurkundet, hatte diese Pfründe jedoch schon früher inne. Er war gleichzeitig auch bereits während der Amtszeit von Erzbischof Gerlach von Nassau (1346–1371) Domherr in Mainz. 1392 regelte Erzbischof Konrad II. die Rückzahlung von 400 Gulden, die er dem Domherrn Ditmar von Walen schuldete. Nach dem Tod Konrads II. war Ditmar einer der fünf Domherren, denen das Domkapitel im November 1396 die Wahl des neuen Erzbischofs überantwortete und die am 17. November den Domherrn Gottfried von Leiningen wählten. Ditmar starb am 14. Mai 1401 und wurde in der Nikolauskapelle im Dom zu Worms beigesetzt.
Im Oktober 1375 erwarb Gerlach von Wahlen für 300 Gulden von Johann von Trugelnrode den Hof und das Dorf Trugelrode als nutznießliche Pfandschaft. 1378 ist Heinrich von Wahlen als kurmainzischer Burgmann in Neustadt beurkundet.

### 15. Jahrhundert
Henne von Wahlen wird in den Jahren 1449 bis 1468 genannt und war spätestens 1471 verstorben. 1456 wurden ihm vier Güter zu Dunzelshausen, die Johann von Dunzelshausen dem Landgrafen Ludwig I. zu Lehen aufgetragen hatte, auf Johanns Bitte als Mannlehen verliehen. Im Jahre 1457 wird ein Hof in Warmershausen erwähnt, den die von Wahlen 1457 mit den Nodung von Wehrda jeweils zur Hälfte besaßen, ihn allerdings von Wasenberg aus bewirtschafteten; diesen Besitz trug Henne 1457 dem Landgrafen Ludwig I. zu Lehen auf. Ein 3½-Huben-Gut zu Gleimenhain tauschte er mit dem Kloster Haina gegen dessen Gut in Eudorf.
Henne hatte eine Schwester, die mit Hartrad von Allenhausen verheiratet war und 1475 verstorben war, und drei namentlich bekannte Kinder: Agnes, Gerlach und Henne. Agnes ist 1475 als Gattin des Georg Huhn von Ellershausen bekundet. Gerlach, 1460–1489 bezeugt, war spätestens 1475 Bruder des Johanniterordens in Grebenau, als er der dortigen Kommende sein Gut zu Amönau vermachte. Er ist 1488 und 1489 in Grebenau als Komtur bekundet. Er und sein Bruder Henne übergaben 1480 der Kirche in Neustadt ihren Zehnten zu Burkendorf bei Ruhlkirchen. Henne (III.) oder Johann ist 1468 bis 1516 bekundet. Er erhielt 1473 von Pfalzgraf Friedrich I. ein Haus in Umstadt und zwei Morgen Weinberge als Burglehn auf der Otzberg. 1498 oder 1502 verkaufte er seinen Teil der Nellenburg an Johann Steuber.
Ab 1457 und noch mindestens bis 1524 hielten die von Wahlen als Mannlehen auch Bau, Wall und Hof zu Dotzelrod bei Alsfeld, getauscht mit dem Landgrafen Heinrich III. von Hessen-Marburg gegen andere Güter. Im Januar 1490 belehnte Landgraf Wilhelm III. Henne (III.) von Wahlen erneut mit dem Besitz zu Dotzelrod, die er und sein Bruder Gerlach zuvor vom Landgrafen Heinrich III. zu Lehen trugen. Dieses Lehen ging 1531 nach dem Erlöschen des Geschlechts an die Brüder Johann und Bernhard Clauer zu Wohra. 
Henne (III.) hatte zwei Söhne, Adolph und Georg, die beide 1524 genannt wurden und beide bereits 1531 verstorben waren. Mit ihnen erlosch das Geschlecht im Mannesstamm.

## Wappen
Blasonierung: Gespaltener Schild, rechts ein an der Teilungslinie gelehnter halber zweiköpfiger Adler, links zwei etwas schräglinke Balken.